# Список захоронений в Успенском соборе (Владимир)
Список захоронений в Успенском соборе города Владимира включает открытые для поклонения мощи святых князей и закрытые гробницы представителей княжеской семьи и клира. В список включены сохранившиеся и доступные для осмотра захоронения, а также упоминаемые в источниках, но ныне утраченные.
В соборе открыто выставлено три раки с мощами святых князей владимирских. Все эти останки ранее были погребены нормальным образом в соборе, однако с развитием культа этих святых в XVII—XVIII веках гробницы были вскрыты, а останки («обретенные мощи») переложены в раки. 12 и 15 февраля 1919 года мощи владимирских святых были подвергнуты вскрытию. Большинство из них возвращены в собор в 1950-е годы.

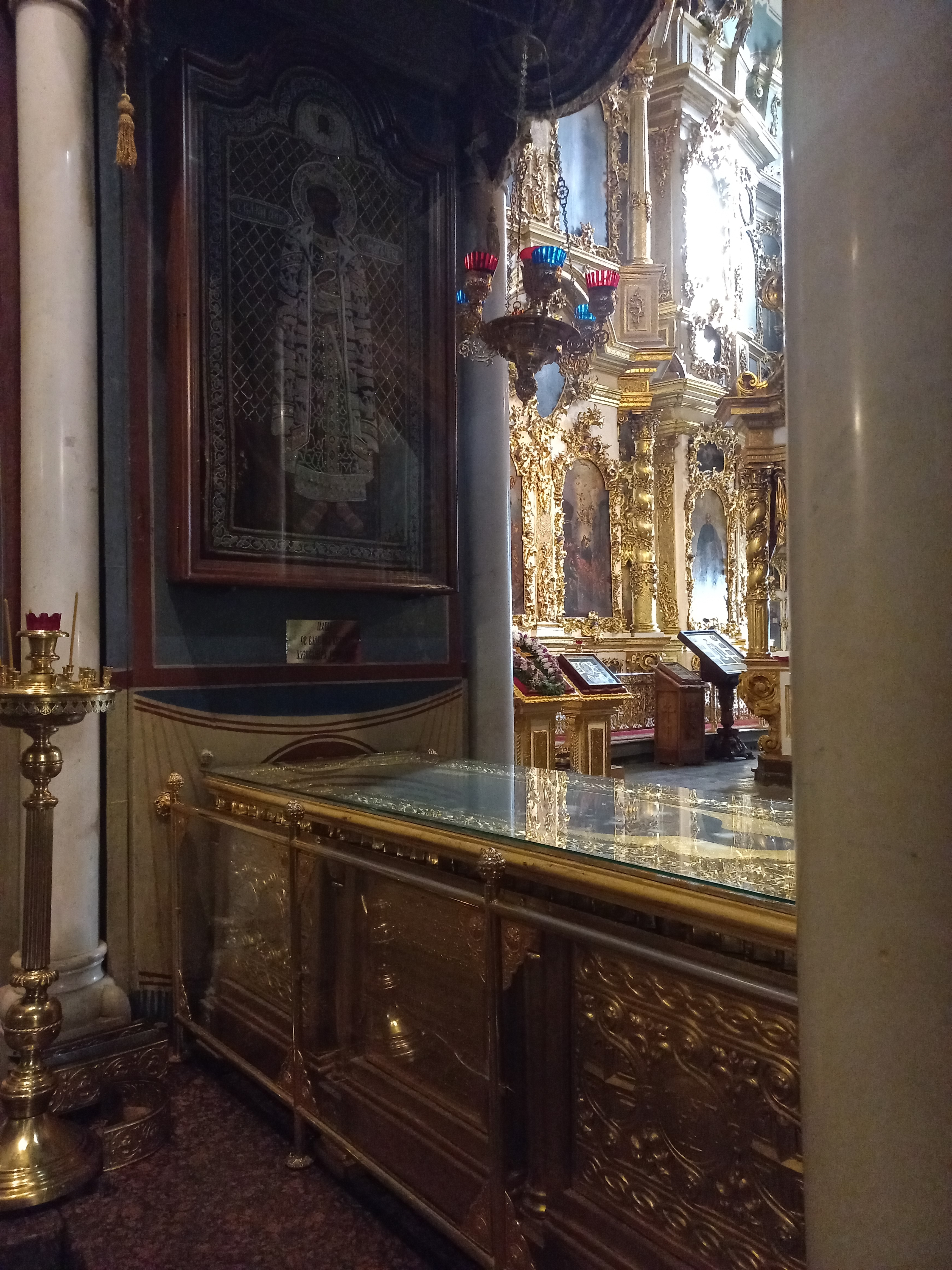
Рака с частицей мощей Александра Невского

В соборе есть частица мощей св. Александра Невского, однако это — не первоначальное место его захоронения перед вывозом в 1723 году в Петербург — он был погребен в Рождественском монастыре г. Владимира. Рака доступна для поклонения, она находится в центре собора, между центральными столпами, по левую руку от алтаря.

## История
Первые захоронения в храме были выполнены при его основателе Андрее Боголюбском, это были его ближайшие родственники. После перестройки первого храма Андрея его братом Всеволодом Большое Гнездо, первые захоронения были бережно перенесены в обновленную постройку. Многие гробницы находились в нишах — «комарах». Позднее, как пишет историк храма архимандрит Порфирий, «из желания сделать более простора в соборе, некоторые гробницы опустили под пол храма, а некоторые и совсем упразднили, переложив находившиеся в них останки в сохраненные гробницы; затем, ещё позднее, и оставленные гробницы в комарах заложены были кирпичом. Только в придельных алтарях оставались видны некоторые гробницы, в самом же храме сделаны были лишь надписи на стенах, означающие местонахождение княжеских и святительских гробниц. Места погребения двух особенно чтимых святителей отмечены были особыми надгробиями и св. иконами, да при месте погребения одного князя находились напоминавшие о нём предметы». Таким образом, захоронения были визуально утрачены.
В 1874 году на пожертвования купчихи Прасковьи Онисимовны Муравкиной первой была восстановлена гробница св. княгини Агафьи и её родственниц (Владимирских мучениц), особенно почитаемых в городе. Она была оформлена по образцу киевской гробницы Ярослава Мудрого, по рисунку архитектора Николая Артлебена. Во время реконструкции храма в 1882—1884 годы при владыке Феогносте (тогда же, когда были найдены рублевские фрески и сделаны новые), были восстановлены те гробницы, какие было возможно. Они были выполнены по образцу одной неповрежденно сохранившейся гробницы в наглухо заложенной кирпичом комаре — гробницы святителя Луки; надписи поновлены по остаткам.
Как пишет В. В. Седов в 2017 году, гробницы князей и церковных иерархов во Владимирском Успенском соборе почти совсем не исследованы, хотя существует довольно обширная литература, касающаяся расположения и времени появления этих гробниц. Единственное исключение — исследование гробницы князя Всеволода Юрьевича Большое Гнездо, проведенное в 1934 г. Н. Н. Ворониным. Это исследование подтвердило, что останки в соборе перемещали: оказалось, что гробница была доверху наполнена человеческими костями (останки 15 человек, из них 2 ребёнка). «Гробница Всеволода открывалась неоднократно в связи с попытками канонизировать князя. Вскрытия имели место в XVI и XVII вв. и наконец в 1869 г., после чего кандидатура Всеволода в феодальный пантеон была окончательно снята, и его гробница послужила местом свалки костей, потревоженных при ремонтах собора».

## План
|  | 1) Изяслав Андреевич 2) Борис Данилович 3) Свв. Агафья с дочерью и невестками 4) Мстислав Андреевич 5) Андрей Боголюбский 6) Всеволод Большое Гнездо 7) Частица мощей св. Александра Невского 8) Георгий Всеволодович 9) Глеб Андреевич 10) Константин Всеволодович 11) Серапион 12) Лука 13) Симон 14) Митрофан 15) Максим |

## Список известных захоронений
| Фото         | Имя | Дата смерти | Примечание |
| ------------ | --- | ----------- | --- |
|              | Княжич Изяслав Андреевич Сын Андрея Боголюбского | Ум. 1165    | Первый погребенный в соборе, заложенном его отцом. Самая крайняя в северной сене, в комаре в самом северо-западном углу собора, возле винновой лестницы на хоры. |
|              | Княжич Мстислав Андреевич Сын Андрея Боголюбского | Ум.1172     | По левую сторону северных дверей храма, ныне выходящих в пристройку (Георгиевский собор), возле северной стены храма. |
|              | Андрей Боголюбский, святой благоверный князь | Ум. 1174    | Святые мощи. Тело первоначально лежало в белокаменной гробнице в северной стене собора в придельном алтаре имени св. князя Андрея. В 1702 году мощи были вскрыты и перемещены для почитания. Рака была поставлена на левой стороне против Царского места. Рака с мощами князя была вскрыта в феврале 1919 года комиссией по осмотру Успенского собора. В 1987 году мощи возвращены в раку в соборе. Рака стоит на солее в левом углу перед иконостасом, за ограждением. Обозрима, но доступ запрещен. |
|              | Глеб Андреевич Владимирский, святой благоверный князь Сын Андрея Боголюбского | Ум. 1175    | Святые мощи. Рака была поставлена на южной стороне, в приделе во имя св. Глеба. Рака стоит на солее в правом углу перед иконостасом, за ограждением. Обозрима, но доступ запрещен. |
|              | Михалко Юрьевич (Михаил Георгиевич), святой благоверный князь Сын Юрия Долгорукого, брат Андрея Боголюбского | Ум. 1176    | Погребен вместе с Агафией и её семейством (см. ниже). |
|              | Епископ Лука Ростовский, Суздальский и Владимирский, святитель | Ум. 1189    | Под сенью комары. При реставрации собора (1888—1889) была открыта наглухо заложенная в очень давние времена крупным старинным кирпичом гробница епископа Луки. Она послужила образцом для воссоздания прочих гробниц. Вплотную расположена гробница епископа Серапиона. |
|              | Всеволод Большое Гнездо, святой благоверный князь Сын Юрия Долгорукого, брат Андрея Боголюбского | Ум. 1212    | Гробница расположена за иконостасом, в в придельном алтаре св. князя Андрея, напротив первой гробницы Андрея Боголюбского, справа от престола. Недоступна для посещения и обозрения. |
|              | Князь Константин Всеволодович Сын Всеволода Большое Гнездо. | Ум. 1218    | Гробница за южными вратами храма, находится возле южной стены, напротив гробницы князя Мстислава Андреевича. |
|              | Епископ Симон Владимирский | Ум. 1226    | |
|              | Георгий (Юрий) Всеволодович, святой благоверный князь Сын Всеволода Большое Гнездо. | Ум. 1238    | Святые мощи. Погиб при взятии Владимира монголо-татарами 7 февраля 1238 года. После гибели был временно захоронен в Ростове. В 1239 году Ярослав Всеволодович перенес останки старшего брата во Владимир. Он был торжественно похоронен в Успенском соборе в каменной гробнице, как гласит описание начала XX века «возле южной стены храма, близ гробницы трех его сыновей, — при чём часть гробницы св. Георгия находится в придельном алтаре, а часть выступает за иконостас на солею». В 1645 году состоялось обретение его мощей. Мощи были перенесены из каменной гробницы в алтаре Благовещенского придела, в серебряную позолоченную раку в центре собора у южного столпа, изготовленную на средства патриарха, «по правую сторону в настоящей церкви позади архиерейского места между двумя столпами, в серебряной вызолоченной раке». В 1919 году были изъяты, возвращены в собор в 1950-е. |
|              | Святые Владимирские мученики: - Всеволод Юрьевич - Мстислав Юрьевич - Владимир Юрьевич Сыновья предыдущего. | Ум. 1238    | По описанию начала XX века находилась в Георгиевском приделе, в правом придельном алтаре в нише, напротив гробницы Ярослава Всеволодовича, в комаре, сделанной в южной стене храма. Ннадпись гласила: «Мощи благоверного великого князя Владимира Георгиевича положены на сем месте в лето 6745 февраля 7 дня». Место захоронения в современных путеводителях не указывается. |
|              | Святые Владимирские мученики: - Агафия Всеволодовна (жена Юрия Всеволодовича) - дочь её Феодора Юрьевна - сноха её Мария Владимирская (жена Мстислава Юрьевича) - сноха её Христина Владимирская (жена Владимира Юрьевича) - сноха её Феодора - внуки | Ум. 1238    | Одно общее захоронение в северной стене собора, положены в гробницу Михалко Юрьевича. Погибли при взятии Владимира монголо-татарами 7 февраля 1238 года. Историчность существования обеих снох оспаривается. Имена внуков неизвестны. |
|              | Священномученик Митрофан, епископ Владимирский и Суздальский | Ум. 1238    | Погиб при взятии Владимира. |
|              | Князь Ярослав (Феодор) Всеволодович Сын Всеволода Большое Гнездо. | Ум. 1246    | По описанию начала XX века находилась в Георгиевском приделе на правой южной стороне храма, возле стены. Надпись гласила: «Мощи Благоверного Великого Князя Ярослава Всеволодовича, положены в сем месте в лето 6755 сентября 30 дня». Место захоронения в современных путеводителях не указывается. |
|              | Епископ Серапион Владимирский | Ум. 1275    | Вплотную расположена гробница епископа Луки. |
|              | Митрополит Максим Киевский, святитель | Ум. 1305    | Над местом погребения была устроена позолоченная сень, на которой было написано золотыми буквами: Максим грек священ бе в лето бытия мира 6791 от Рождества Христова в 1283 в Киев прииде, частого же ради нахождения татарского преселися из Киева в великороссийский град Владимир, пас Церковь Христову Максим 23 года, преставися в лето бытия мира 6812. На стене над гробом была установлена Максимовская икона Божией Матери, написанная в 1299 году по видению митрополиту Максиму. |
|              | Князь Борис Данилович. Внук Александра Невского | Ум. 1320    | В северной стене Успенского собора, следующая к западу после гробницы Агафьи. Надпись над гробницей гласила: «Мощи благоверного великого князя Бориса Данииловича; преставися в лето 6828 в 28 день сентября». В настоящий момент поновленная надпись над этой гробницей гласит, что здесь покоится Изяслав Глебович (по источникам, его могила утрачена). |
| Новое время: | |             | |
|              | Платон (Петрункевич), епископ Владимирский и Яропольский | Ум. 1757    | Скончался в Москве в апреле, был погребён в Московском Крестовоздвиженском монастыре. В декабре 1757 года указом Священного Синода гроб с был перевезён во Владимир и похоронен в Успенском кафедральном соборе. Место захоронения в современных путеводителях не указывается. |
|              | Павел (Гребневский), епископ Владимирский и Муромский | Ум. 1770    | Был погребен в правом отделении главного Успенского собора, но, по сообщению конца XIX века, «в точности неизвестно, на каком месте». Место захоронения в современных путеводителях не указывается. |
|              | Иероним (Фармаковский), епископ Владимирский и Муромский | Ум. 1783    | По сообщению конца XIX века, «место погребения его предполагается в недалеком расстоянии (почти рядом) от гробницы великого князя Константина Всеволодовича». Место захоронения в современных путеводителях не указывается. |
|              | Андрей (Поспелов), епископ Муромский | Ум. 1868    | Погребен в Георгиевском приделе. Место захоронения в современных путеводителях не указывается. |
|              | Сергий (Спасский), архиепископ Владимирский и Суздальский | Ум. 1904    | Погребен в юго-западном углу. Место захоронения в современных путеводителях не указывается. |
|              | Никон (Софийский), архиепископ Владимирский и Суздальский, архиепископ Карталинский и Кахетинский, экзарх Грузии | Ум. 1908    | Согласно завещанию, был похоронен в соборе, в цинковом гробу, в юго-западном углу, в ногах архиепископа Владимирского и Суздальского Сергия (Спасского). Место захоронения в современных путеводителях не указывается. |

## Упомянутые
Погребения во Владимирском соборе, ныне утраченные, но известные по упоминаниям в летописях или в других источниках.
- Княжич Ярослав Юрьевич (ум. 1166), брат Андрея Боголюбского. Судя по дате смерти, второе захоронение в соборе.[12]
- Княгиня галицкая Ольга Юрьевна (ум. 1182), сестра Андрея Боголюбского.[12]
- Княжич Борис Михайлович, сын Михалко Юрьевича (годы жизни неизвестны, видимо, умер в детстве).[12]
- Князь переяславский Изяслав Глебович (ум.1183), племянник Андрея Боголюбского. В сборнике Троице-Cергиевой Лавры обозначен как погребенный на левой (северной) стороне Успенского собора[13]. Надпись с его именем сейчас над гробницей, где, согласно современному путеводителю собора, покоится Борис Дмитриевич (между Изяславом Андреевичем и Агафьей).
- Княжич Борис Всеволодович, сын Всеволода Большое Гнездо. Родился 2 мая 1187 года, скончался младенцем в 1188 году.[12]
- Князь стародубский Владимир (Дмитрий) Всеволодович (ум. 1227), сын Всеволода Большое Гнездо.[12]
- Святой благоверный князь владимирский Святослав (Гавриил) Всеволодович (ум. 1252), сын Всеволода Большое Гнездо.[12] Однако другие свидетельства говорят о том, что он был погребен в основанном им Георгиевском соборе Юрьева-Польского[14], где его мощи и были обретены в 1991 году, а в 2020 году перенесены в Михайло-Архангельский монастырь.
- Князь стародубский Иван Всеволодович (ум. 1247), сын Всеволода Большое Гнездо.[12]
- Великий князь владимирский Михаил Ярославич Хоробрит (ум. 1248), внук Всеволода Большое Гнездо, брат Александра Невского.[12]
- Князь галицкий Константин Ярославич (ум. 1255), внук Всеволода Большое Гнездо, брат Александра Невского.[12]

## На прихрамовой территории
| Фото | Имя                                      | Дата смерти | Примечание |
| ---- | ---------------------------------------- | ----------- | --- |
|      | Протоиерей Александр Иванович Виноградов | Ум. 1908    | Автор исторического очерка об Успенском соборе. Погребен на улице, у стены собора. Надпись на плите: «Ближайший участник в восстановлении древнего вида собора и первый его историк. (…) Служил при соборе 32 года» |